# Emmanuel Davidenkoff
Emmanuel Davidenkoff, né à Paris le 15 mars 1969, est un journaliste, chroniqueur, producteur de radio et essayiste français spécialiste des questions d'éducation.

## Biographie
Emmanuel Davidenkoff, après une scolarité secondaire au lycée Racine et des études de lettres à l'université Paris IV, entame une carrière de journaliste spécialisé dans les problèmes de l'éducation, travaillant d'abord pour L'Étudiant puis Profs magazine avant d'entrer chez Bayard Presse où il crée le site phosphore.com.
De 1995 à 2000, il est producteur d'émissions pour France Culture et à partir de 1997, chroniqueur pour France Info. À compter de 2000, il est rédacteur pour Libération avant de revenir de 2006 à 2008 comme rédacteur en chef de Phosphore. Parallèlement il est maître de conférences à l'Institut d'études politiques de Paris.
En 2008, il est nommé directeur de la rédaction de L'Étudiant.
De 2008 à 2011, il produit sur France Musique l'émission Les Enfants de la musique.
Par ailleurs il est l'auteur de chroniques publiées par L'Écho républicain, le Huffington Post, L'Express...
Il écrit des livres souvent critiques sur le système scolaire et éducatif et ses blocages.
Depuis novembre 2015, il est rédacteur en chef au Monde campus.

## Publications
- Emmanuel Davidenkoff, Bénédicte Tassart, Collège votre enfant de la 6e à la 3e, Radio France, 1999
- Emmanuel Davidenkoff, Bénédicte Tassart, Lycée 1, Enseignement général et technologique, Radio France, 1999
- Emmanuel Davidenkoff, Bénédicte Tassart, Lycée 2, Enseignement professionnel, Éditions Balland, 2000
- Emmanuel Davidenkoff, Comment la gauche a perdu l'école, Hachette Littérature, 2003  (ISBN 978-2-01-235587-3)
- Emmanuel Davidenkoff, Pascal Junghans, Du bizutage, des grandes écoles et de l'élite, Plon, 1993  (ISBN 978-2-259-02586-7)
- Emmanuel Davidenkoff, Brigitte Perucca, La République des enseignants, éditions Jacob-Duvernet, 2003  (ISBN 978-2-84724-055-9)
- Emmanuel Davidenkoff, Le Tsunami numérique : Éducation, tout va changer ! Êtes-vous prêts ?, Stock, 2014  (ISBN 978-2-234-06054-8)
- Emmanuel Davidenkoff, Sylvain Kahn, Les universités sont-elles solubles dans la mondialisation ?, Hachette Littérature, 2006  (ISBN 978-2-01-235743-3)
- Emmanuel Davidenkoff, Didier Hasoux, Luc Ferry, une comédie du pouvoir 2002-2004, Hachette Littérature, 2004   (ISBN 978-2-01-235778-5)
- Emmanuel Davidenkoff, Peut-on encore changer l'école ? des échecs de la gauche aux embarras de la droite, Pluriel, Hachette Littérature 2003  (ISBN 978-2-01-279193-0)
- Emmanuel Davidenkoff, avec la collaboration de Alain Barbé, Marie-Pierre Degois, Bruno Descroix... Réveille-toi, Jules Ferry, ils sont devenus fous !, préface de Michel Polacco, Éditions de Noyelles/ Oh ! éditions, France Info, 2006  (ISBN 978-2-915056-45-7), Pocket, 2007  (ISBN 978-2-266-17204-2)